# Natural History Society of New Brunswick
Natural History Society of New Brunswick – kanadyjskie towarzystwo historii naturalnej założone w 1862 w Saint John w Nowym Brunszwiku, w ramach którego prowadzone są badania przyrodnicze tej prowincji. Intensywny rozwój organizacji datuje się na lata 80. XIX w., kiedy jej członkami byli m.in. geolodzy Loring W. Bailey i George F. Matthew, ornitolog Montague Chamberlain, botanicy George Upham Hay i William Francis Ganong; wielu członków towarzystwa należało w tym okresie także do New Brunswick Historical Society.